# Бондарев Тихон Лаврентійович
Тихон Лаврентійович Бондарев (16 червня 1871 — 27 липня 1941) — російський революціонер-більшовик, що активно діяв у тому числі і у промислових центрах на теренах України.

## Життєпис
Тихон Лаврентійович Бондарєв народився 16 червня 1871 року в селянській родині у селі Нова Слобідка Малоархангельского повіту Орловської губернії. У 1885 році виїхав до Ростов-на-Дону, де працював спочатку на купця, а потім у залізничних майстернях. Тут він познайомився із забороненою літературою і революціонерами, а в 1889 році став членом марксистського гуртка.
З 1891 року перебував на військовій службі у Варшаві, де вів революційну пропаганду серед солдатів.
В 1897 році, після закінчення служби, повернувся в Ростов-на-Дону, в 1898 році став одним з перших членів щойно створеної партії — РСДРП.
У 1903 році, через участь в Ростовський антиурядових демонстраціях, змушений ховатися від поліції, тому переїхав в Луганськ, працював на паровозобудівному заводі Гартмана. Після розколу РСДРП вибрав сторону більшовиків.
В 1905 — 1907 роках, в період першої російської революції, вів революційну агітацію серед робітників Луганська, організовував страйки на копальнях і заводах, створював бойові дружини. В цей час познайомився з К. Е. Ворошиловим, став одним з керівників Луганської більшовицької організації. Тут вперше був арештований і поміщений у в'язницю.
У другій половині 1907 року перейшов на нелегальне становище і виїхав у Дебальцеве.
У 1908 році Бондарєв Т. Л. перебирається в Катеринослав, де вступає чорноробом на Брянський металургійний завод. Тут він працює аж до 1917 року. Як член РСДРП (б), виконуючи партійні доручення, бере участь у випуску листівок, стає членом правління лікарняної каси, входить до складу заводського партійного комітету, а з 1915 року обирається його головою і призначається командиром заводський бойової дружини.
На початку лютого 1917 року Бондарєв Т. Л. в числі інших керівників більшовицької організації міста був заарештований, але через місяць його відпускають. Відразу після цього на міській партійній конференції Бондарева Т. Л. обирають до складу Катеринославського комітету РСДРП (б), а в квітні 1917 року, при комітеті, Тихону Лаврентійовичу доручається організувати Червону гвардію.
Далі Тихон Бондарєв входить до складу Ради робітничих депутатів міста і стає членом міського ревкому. Як начальник штабу Червоної Гвардії Катеринослава він безпосередньо брав участь в підготовці і здійсненні збройного повстання, в результаті чого до влади в місті приходить Рада трудящих, а РСДРП (б), отримавши більшість на виборах до міської Ради, стає правлячою партією.
У другій половині грудня 1917 року за наказом В. А. Антонова-Овсієнка — командувача Радянськими збройними силами на півдні країни, Бондарєв Т. Л. направляється в розпорядження штабу фронту. Далі, він бере участь у розгромі військ Каледіна і Центральної Ради, а пізніше в організації відправки ешелонів з українським хлібом для голодуючих робітників Петрограда і Москви.
На початку 1918 року у Радянської влади в Орловській губернії склалося скрутне становище. Для допомоги орловським більшовикам і організації практичної роботи, ЦК РКП (б) направив групу досвідчених членів партії, до складу якої увійшов і Бондарєв Т. Л. Так почався семирічний, період в житті Бондарева на рідній орловської землі.
Уже в перші тижні свого перебування в Орлі, на другому губернському з'їзді Рад, Тихон Лаврентійович обирається до складу виконкому Ради та її Президії.
Під час окупації України німцями в 1918 році в місто Орел переїхав ЦК КП(б) України. На його прохання Бондарєв Т. Л. зайнявся підготовкою керівних кадрів для підпільної роботи на території окупованої України, переформовуванням продзагонів в регулярні частини Червоної Армії і відправкою їх на Південний фронт.
Однак вистачало надзвичайних справ і в Орловській губернії. У радянській Росії була введена продрозкладка. Бондарєв Т. Л. організовує її виконання на орловської землі, а потім бере участь в створенні соціалістичних сільськогосподарських підприємств — комун і артілей. У складний для більшовиків час, зазначене саботажем на місцях, зростанням дезертирства з армії і бандитизмом на території губернії, важлива роль у наведенні порядку відводилася губернському ревтрибуналу. У цей час Бондарєв Т. Л. призначається на посаду голови слідчої комісії Орловського губернського Ревтрибуналу.
У 1923 році Бондарєв Т. Л. був обраний головою губернської партійної контрольної комісії, а в 1924 році переходить на господарську роботу. Його призначають директором ковбасної фабрики в Орлі, керівництво якої, незадовго до цього було засуджено до розстрілу за розкрадання соціалістичної власності.
В кінці 1925 року Бондарєв Т. Л. знов приїздить до Катеринослава. Тут він працює в губернському комітеті ВКП (б) і губвиконкомі. Був членом партколегії Дніпропетровського окружкому партії (1929 рік), директором Дніпропетровського музею революції (1930–1931).
У 1931 році Тихон Бондпрев розпорядженням К. Ворошилова, соратника по революційній діяльності в Луганську, викликається в Москву. Тут він працює членом партколегії Бауманского райкому ВКП (б).
У 1933 році Т. Бондарєв стає персональним пенсіонером союзного значення. Активно займався громадською роботою, стає членом Всесоюзного товариства старих більшовиків, влітку працює комісаром в піонерських таборах. Коли в 1934 році було засноване звання і знак «Ворошиловський стрілок», Бондарєв Т. Л. бере участь у створенні клубу «Ворошиловський стрілок» в Бауманского району Москви, а далі працює в стрілецькому клубі інструктором, навчаючи школярів — членів клубу, прийомам стрільби.

## Нагороди
- Орден Трудового Червоного Прапора УСРР (03.01.1928) — за заслуги у встановленні радянської влади на Україні і в ознаменування десятиліття Великої Жовтневої соціалістичної революції і десятиліття встановлення радянської влади в Катеринославі.
- Орден Червоного Прапора (20.02.1928)

Ім'ям Т. Л. Бондарева до 2015 року носила вулиця Карпатська в Ленінському (нині — Новокодакском) районі Дніпропетровська.